# Arnie Robinson
Arnie Robinson, född 7 april 1948 i San Diego i Kalifornien, död 1 december 2020 i San Diego, Kalifornien, var en amerikansk friidrottare (längdhoppare).
Robinson blev olympisk mästare på längdhopp vid olympiska sommarspelen 1976 i Montréal.